# 潘曾瑩

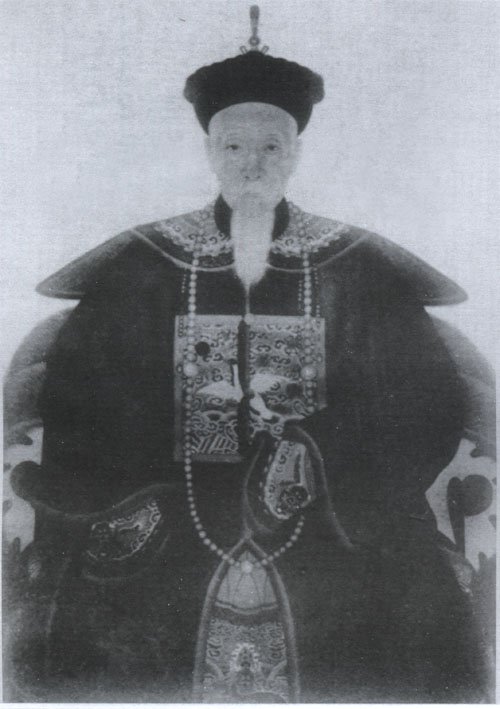
岁可堂1937年刻《赐锦堂经进文钞》之潘曾莹像

潘曾莹（1808年—1878年），字申甫，别字星斋，江苏苏州府吴县人，祖籍安徽歙縣。清朝政治人物、书画家、学者。官至工部侍郎。

## 生平
道光二十一年（1841年）进士，选庶吉士，授编修。咸丰年间历官内阁学士、吏部右侍郎、工部左侍郎。潘曾莹长于史学，喜作诗，工书画，著作有《赐锦堂经进文稿》、《小鸥波馆文钞》、《小鸥波馆诗钞》等。

## 家族
父潘世恩，大学士。子潘祖同，咸丰六年進士。